# Anthracénoside
Les anthracénosides ou anthracéniques sont des dérivés des quinones (composés aromatiques oxygénés), plus particulièrement d'anthraquinone (3 cycles aromatiques). 
On les trouve dans l'aloès, les rhubarbes, les sénés, la bourdaine, le cascara, le nerprun. Toutes ces plantes sont laxatives.